# Faroa pusilla
Faroa pusilla är en gentianaväxtart som beskrevs av John Gilbert Baker. Faroa pusilla ingår i släktet Faroa och familjen gentianaväxter. Inga underarter finns listade i Catalogue of Life.